# مؤسسة الريان
مؤسسة الريان دار نشر لبنانية وقد أُسست في بيروت عام 1988م، تعنى بطباعة الكتاب الإسلامي والعلمي والاجتماعي وكتب الأطفال. وتشارك الدار في معظم المعارض الدولية السنوية للكتاب، واشتهرت بسبب تعاملها مع مؤلفين مشهورين من المتأخرين مثل عائض القرني وعبد الله بن يوسف الجديع وسلمان العودة.